# Anna Tur

Anna Tur, DJ, productora y locutora.

Anna Tur (Ibiza, 5 de septiembre de 1983) es una DJ, productora y locutora española, hija de Juan Tur y Maribel Torres, ambos reconocidos periodistas y locutores. Está considerada como la artista natural de Ibiza con mayor proyección internacional.

## Trayectoria
La música ha estado siempre presente en la vida de Anna Tur gracias a su familia. Entre 2005 y 2008 estudió Publicidad, Comunicación y Relaciones Públicas en la Universidad ESERP Barcelona. Y en 2009 un máster en Dirección de Marketing Internacional. Fue ese mismo año cuando tuvo lugar su debut profesional como DJ en el legendario Space Ibiza. 
Desde entonces, y a lo largo de sus más de dos décadas de trayectoria, ha actuado en los clubes más importantes de Ibiza: Pacha Ibiza, Amnesia, Privilege, HÏ, Blue Marlin, IMS Ibiza, y del mundo como Kit Kat Club en Berlín. Y en algunos de los festivales más importantes del mundo: Creamfields, Tomorrowland, Dreambeach, Ultra Australia, Delirium, Untold, Neversea, The BPM Festival, We Are FSVL, Aquasella, OFF Sonar, WAN, Set For Love, Utopia, World Club Dome, FarraWorld, Brunch Electronik, Masquerade, Street Parade Medusa Sunbeach Festival.  
Citas en las ha compartido cartel con las figuras más influyentes de la industria electrónica: Carl Cox, Charlotte de Witte, Paco Osuna, Marco Carola, Luciano, Solomun, Richie Hawtin, John Acquaviva, Boris Brejcha, Pan Pot, Nina Kraviz, Ricardo Villalobos, Sam Abdulhadi,  Ben Klock, Lilly Palmer, Reinier Zonneveld, Stella Bossi, Adam Beyer, Seth Troxler, Claptone, Joseph Capriatti, Indira Paganotto, CamelPhat, Solardo, Joris Voorn, Vintage Culture  o Nic Fanciulli entre otros.
Además de DJ y productora, Anna Tur también es locutora de radio. Junto a su padre creó en 2004 Ibiza Global Radio, donde ejerció de directora general durante 16 años consiguiendo posicionarla como una de las estaciones de radio dedicadas a la música electrónica más importantes del mundo.
En 2020 tomó la decisión de dejar su puesto y emprender nuevos retos profesionales. 
Durante la pandemia y con el cierre de los clubs, lejos de mantenerse inactiva, Anna Tur llevó a cabo retransmisiones de sus sesiones en directo desde singulares localizaciones ibicencas que alcanzaron el medio millón de reproducciones. También participó con su música en el programa de TV “Club Ibiza” de la plataforma DAZN. 
En 2023 finalizó sus estudios de Master de Dirección de Marketing Digital (ESERP). 

## Discografía
Como productora, Anna Tur ha remezclado a uno de los artistas de música electrónica más populares del mundo, el británico Carl Cox (BMG Rights Management). Sus trabajos han sido editados por sellos internacionales como Truesoul, Armada Music, Set About o Union Three. En 2024, se produjo uno de los principales hitos en su carrera discográfica, el lanzamiento de "Bon Voyage" por Drumcode. Este sello, propiedad de Adam Beyer, es considerado uno de los líderes del actual sonido Techno a nivel internacional. 

#### Sencillos y EPs[18]
- "Trip to Berlin" with Pablo Say, Union Three, 2024
- "Bon Voyage", Drumcode, 2024
- "Subliminal" with Metodi Hristov, Set About, 2024
- "Rave it in the Cave", Lowlita Records, 2024
- "Força Eivissa" with Joven Dolores, Clipper's Sounds, 2023
- "La Lobita" with Gonçalo, Union Three, 2023
- "Binary Fusion" with Metodi Hristov, Set About 2023
- "Heaven's Doors", Lowlita Records, 2023
- "My Girls", Lowlita Records, 2022
- "Where I've Been", with Cristian Viviano and Franco, Descending Order, 2022
- "Positive Mind", Lowlita Records, 2022
- "Respond", Plastik Galaxy, 2021
- "Caught in the Club" with Gonçalo, Lowlita Records, 2021
- "Let's Go" with Davina Moss, Roush Label, 2019
- "Yeu Yeu Yeu", Illusion Music Records, 2018
- "Storm EP", Illusion Music Records, 2017
- "A New Illusion", Illusion Music Records, 2016

#### Remixes[18]
- "Mental Help" (Gonçalo), Anna Tur Extended Remix, Armada Music, 2024
- "Discohoppin" (Klubbheads), Anna Tur Remix, Armada Music, 2023
- "Open Up", Anna Tur & Gonçalo Remix, Lowlita Records, 2022
- "Sand, Moon & Stars" (Carl Cox), Anna Tur Remix, BMG Rights Management (UK) Ltd, 2021
- "Raw Trip" Anna Tur Remix, Flashmob Records, 2017

## Premios
En 2014 consiguió el 2º puesto en el concurso She Can DJ de EMI Music Spain. Un año después, en 2015, los Vicious Music Awards en su quinta edición la galardonaron con el premio a Mejor Artista Femenina del año. En 2021 el top internacional de DJs femeninas DJane la incluyó en el número 41 de su lista.Y en 2022 recibió el premio Tanit Ibiza Award por su trayectoria Internacional como máxima representante de Ibiza.

## Vida personal
El 20 de octubre de 2022 Anna Tur dio a luz a su hija Georgina.